# Ли, Генри II
Генри Ли II (Henry Lee II) (1730 — 1787) — американский дворянин, военный и землевладелец, член вирджинской Палаты Бюргеров, отец губернатора Вирджинии Генри Ли III и дед генерала Роберта Ли.

## Ранние годы
Генри Ли был третьим сыном капитана Генри Ли I (1691–1747) из округа Вестморленд и его жены Мэри Бленд (1704–1764), которая была дочерью Ричарда Блэнда и его второй жены Элизабет Рэндольф (1685–1719). Он родился на плантации «Lee Hall», впоследствии жил в Лисильвании около Дамфриза. Служил окружным мировым судьёй. В 1758 году был избран в вирджинскую Палату Бюргеров, где прослужил до 1772 года. Был так же членом Вирджинского Совета в 1774—1776 годах. Служил так же лордом-наместником округа Прис-Уильям и находился на этой должности во время Войны за независимость. В 1780 он стал членом Сената штата.

## Семья
Ли женился на Ласи Граймс (1734–1792), дочери Чарльза Граймса (1693–1743) и Фрэнсис Дженнингс. Её семья владела имением Morattico в округе Ричмонд, а её отец был шерифом округа. Традиционно считается, что Ласи Граймс была первой любовью Джорджа Вашингтона и упомянута в его письмах как «красавица из южных земель».
Потомки
Все дети Генри Ли и Ласи Граймс родились на плантации Лисильвания.
- Генерал-майор Генри Ли III (1756–1818), губернатор Вирджинии. Был женат дважды:
  - 1. На Матильде Ли (1766–1790)
  - 2. На Анне Хилл Картер (1773–1829); их сыном был Роберт Эдвард Ли.
- Чарльз Ли (1758–1815), генеральный прокурор США. Был женат дважды:  
  - 1. На Энн Ли (1770–1804), дочери Ричарда Генри Ли
  - 2. На Маргарет Кристиан Пейтон (1783–1843)
- Ричард Блэнд Ли I[англ.] (1761–1827)
- Мэри Ли (1764–1827),
- Теодорик Ли (1766–1849)
- Эдмунд Дженнингс Ли I[англ.] (1772–1843)
- Ласи Ли (1774
- Анна Ли (1776–1857)